# Phaeoscia canipars
Phaeoscia canipars là một loài bướm đêm trong họ Noctuidae.